# Asheboro
Asheboro es una ciudad ubicada en el condado de Randolph en el estado estadounidense de Carolina del Norte. Es sede del condado de Randolph. La localidad en el año 2000, tenía una población de 21.672 habitantes en una superficie de 40 km², con una densidad poblacional de 545,4 personas por km².

## Geografía
Según la Oficina del Censo, la localidad tiene un área total de 40 km² (15,4 mi²), de la cual 39,7 km² (15,3 mi²) es tierra y 0,2 km² (0,1 mi²) (0.58%) es agua.

### Localidades adyacentes
El siguiente diagrama muestra a las localidades en un radio de 28 kilómetros (17,4 mi) de Asheboro.

## Demografía
En el 2000 la renta per cápita promedia del hogar era de $31.676, y el ingreso promedio para una familia era de $39.397. El ingreso per cápita para la localidad era de $17.382. En 2000 los hombres tenían un ingreso per cápita de $27.280 contra $21.834 para las mujeres. Alrededor del 15.80% de la población estaba bajo el umbral de pobreza nacional.